# Högdalen/Stureby FK
Högdalen/Stureby FK var en sammanslagning fotbollssäsongerna 1976-1978 av fotbollssektionerna i Högdalens AIS och Stureby SK från södra Stockholm. Bägge lagen spelade i division IV 1975. Den sammanslagna föreningen, under första säsongen benämnd "Högdalens AIS/Stureby SK", tillhörde topplagen i division IV under sina tre säsonger.

### Fotnoter
1. ↑  https://www.svenskafotbollsklubbar.se/showclub.php?clubid=942
2. ↑  https://sites.google.com/view/clasglenningfootball/hem/sweden-historical-tables